# Place Sainte-Anne (Madrid)
Pour les articles homonymes, voir Place Sainte-Anne.
La place Sainte-Anne (en espagnol : Plaza de Santa Ana) est une place publique du district du Centre de la ville de Madrid, en Espagne.

## Situation
Au sud-est de la Puerta del Sol, la place est située dans l'arrondissement du Centre et dans le quartier du Parlement (Cortes). Reliée à la rue Núñez-de-Arce à l'angle nord-ouest, à la place de l'Ange à l'angle sud-ouest et à la rue du Prado à l'angle sud-est, elle est également bordée par la rue du Prince sur son côté est.

## Dénomination
Également appelée autrefois place du Prince-Alphonse (plaza del Príncipe Alfonso), elle tire son nom du monastère Sainte-Anne qui occupait le lieu au XVIIe siècle.

## Histoire
La place est créée en 1810 par l'architecte Silvestre Pérez à l'initiative du roi Joseph Ier qui, dans une optique d'aménagement urbain, fait démolir le monastère. 

## Urbanisme et monuments

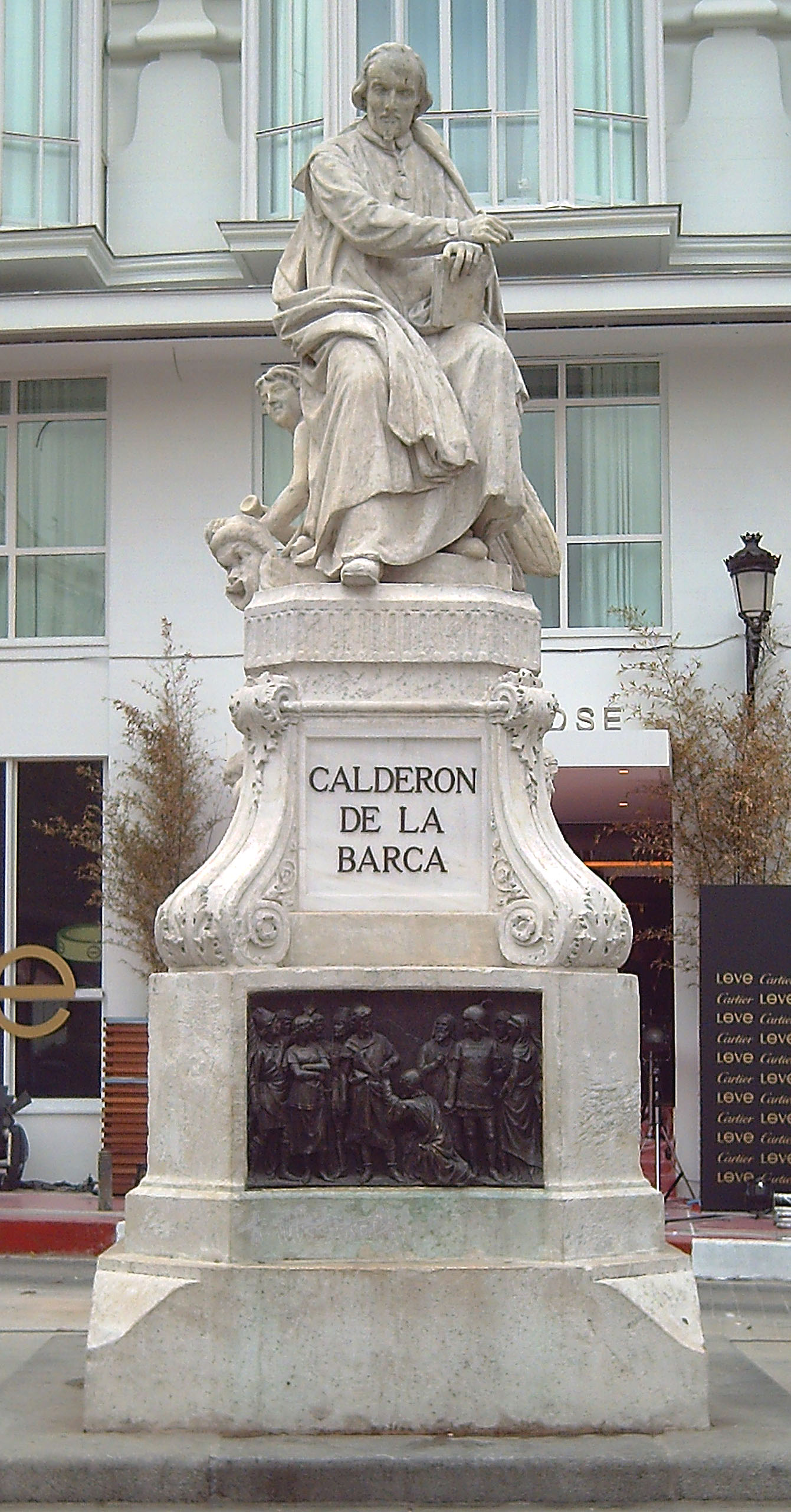
Le monument à Pedro Calderón de la Barca.

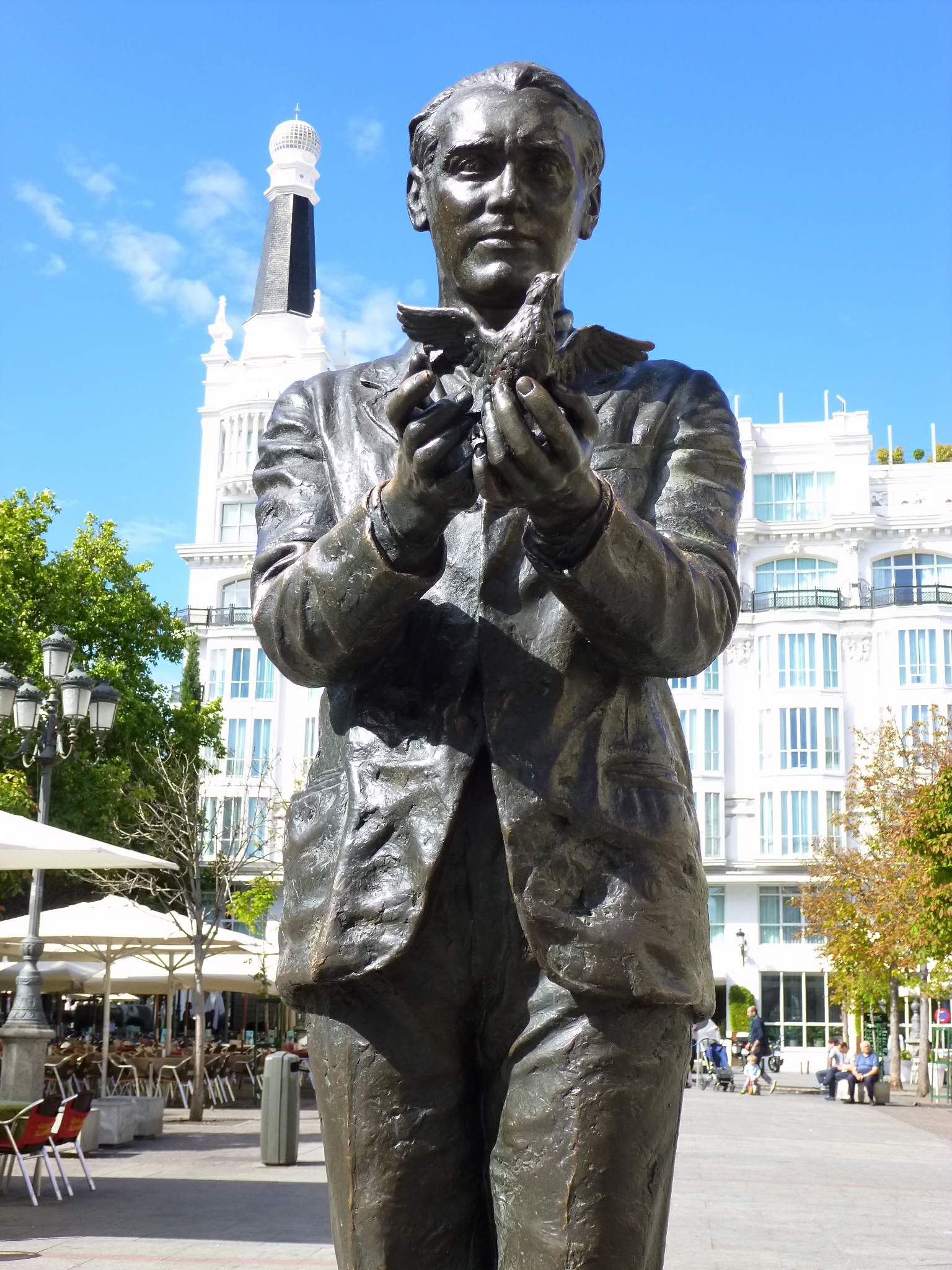
Le Monument à Federico García Lorca.

### Statues
À l'ouest, un monument édifié en 1878 est dédié à l'écrivain du siècle d'or espagnol Pedro Calderón de la Barca, avec une statue due au sculpteur Juan Figueras. À l'opposé se situe une statue en bronze du poète Federico García Lorca, le Monument à Federico García Lorca, de l'artiste Julio López Hernández.

### Théâtre espagnol
Sur le côté oriental de la place s'élève le Teatro Español, le plus vieux théâtre de la capitale.

### Établissements commerciaux
La place est bordée par de nombreux restaurants, cafés, bars à tapas et terrasses dont la brasserie allemande, créée en 1904. Le long du côté ouest s'élève l'hôtel ME Madrid Reina Victoria, construit sur l'emplacement d'un hôtel de luxe du XIXe siècle connu pour être le préféré des matadors et notamment de Manolete.